# Bjeloruska vaterpolska reprezentacija
Bjeloruska vaterpolska reprezentacija predstavlja državu Bjelorusiju u športu vaterpolu. 

## Sastavi na velikim natjecanjima
- EP 2008.:

- kvalifikacije: Karljuk, Baravy, Fralov, Kulakov, Andrajuk, Kulik, Zalygnji, Čarbašan, Kananović, Zuzmenko, Piatrenka, Nikalaenka. Izbornik: Dziuba.

- nisu se kvalificirali